# Even the Nights Are Better
"Even the Nights Are Better" é o primeiro single do sétimo álbum do Air Supply, Now and Forever. É uma das canções mais conhecidas da dupla.

## Faixas
7" Single
| N.º | Título                       | Duração |  |
| 1.  | "Even the Nights Are Better" | 3:46    |  |
| 2.  | "One Step Closer"            | 3:49    |  |

## Desempenho nas paradas musicais
| Parada musical (1982)                         | Melhor posição |
| --------------------------------------------- | -------------- |
| Canadá (RPM 50 Singles)                       | 7              |
| Canadá (RPM Contemporary Adult)               | 1              |
| Estados Unidos (Billboard Adult Contemporary) | 1              |
| Estados Unidos (Billboard Hot 100)            | 5              |
| Irlanda (IRMA)                                | 9              |
| Japão (Oricon)                                | 35             |
| Nova Zelândia (RIANZ)                         | 37             |
| Reino Unido (UK Albums Chart)                 | 44             |